# L'altra sporca ultima meta
L'altra sporca ultima meta (The Longest Yard) è un film del 2005 diretto da Peter Segal.
Si tratta del remake del film del 1974 diretto da Robert Aldrich e distribuito in Italia come Quella sporca ultima meta. Nella versione originale in lingua inglese, i due film hanno lo stesso titolo, The Longest Yard. Nel cast del primo film Burt Reynolds vestiva i panni di Paul Crewe e Ed Lauter era il capitano Knauer; nel remake invece i due interpretano rispettivamente l'allenatore Nate Scarborough e un compagno di partite di golf del direttore Hazen.
Il cast include James Cromwell, Nelly, William Fichtner, Terry Crews e giocatori di football americano come Michael Irvin, Bill Romanowski e Brian Bosworth. Nella pellicola compaiono anche diversi lottatori di wrestling, tra i quali Steve Austin, Bill Goldberg, Kevin Nash, The Great Khali e il kick boxer e lottatore di MMA Bob Sapp. Il film è stato inizialmente distribuito dalla Paramount Pictures e poi dalla Columbia Pictures a livello internazionale.
Il team dei detenuti indossa maglie ispirate al film Mean Machine del 2001, che ha premesse simili ma ambientate nel gioco del calcio.

## Trama
L'ex-campione di football americano Paul Crewe, da molti ritenuto colpevole di aver truccato una partita, entra in crisi e dopo un litigio con la fidanzata le ruba l'auto. Finisce però per distruggere il veicolo dopo un inseguimento con la polizia, che infine lo arresta. Crewe viene condannato a tre anni per furto d'auto e guida in stato di ebbrezza e rinchiuso nel penitenziario federale di Allenville, in Texas. Il direttore del carcere, Warden Hazen, gli chiede di formare e guidare in campo una squadra di detenuti per un incontro di football americano con la squadra semiprofessionistica formata dalle guardie della prigione, il cui leader è Knauer, il capitano degli agenti penitenziari.
Nonostante l'iniziale rifiuto, le minacce di Hazen convincono Crewe ad accettare; formare un team selezionando i giocatori in un ambiente diversificato come una prigione federale risulta però difficile. Con l'aiuto di altri due detenuti, Che-Ti-Serve e l'ormai anziano ex giocatore di football Nate Scarborough, Crewe riesce a formare un gruppo multietnico di giocatori, sfruttando il desiderio di rivalsa dei prigionieri nei confronti dei loro carcerieri, che non perdono occasione per infierire su di loro abusando della loro posizione. Hazen e Knauer riescono a tenersi informati sulle vicende "sportive" dei detenuti grazie ad una spia, il detenuto Unger. Le guardie spingono Unger ad abbattere il morale dei detenuti per timore di essere battuti sul campo e così Unger mette una bomba artigianale nella cella di Crew, la quale però esplodendo uccide per errore Che-Ti-Serve.
L'evento sportivo si tiene nel campo da football di un liceo nei pressi della prigione, con tanto di pubblico a riempire gli spalti. Il match inizia con i detenuti che, indifferenti all'andamento della partita, sfogano la propria rabbia contro le guardie, per i numerosi soprusi subiti, con placcaggi, anche irregolari, permettendo però a queste ultime di andare in vantaggio di due mete. Crewe riesce a convincere i suoi compagni che una vittoria sul campo avrebbe avuto un significato ben maggiore della vendetta fisica; in questo modo, dopo aver convinto l'arbitro a dirigere il match in modo imparziale, con due pallonate all'inguine, i detenuti riescono a pareggiare al termine della prima metà di gara.
Durante l'intervallo Hazen minaccia di incastrare Crew per l'omicidio di Che-Ti-Serve se i detenuti non avessero perso il match. Impaurito dalla prospettiva di altri venticinque anni di prigione, Crewe acconsente a far perdere i suoi e quando rientra in campo gioca male di proposito, permettendo ai secondini di andare in vantaggio di due touchdown, fingendo poi un infortunio per uscire dal campo. Quando i suoi compagni subiscono il terzo touchdown, Crewe capisce che non meritano tutto ciò e decide di rientrare. Tuttavia, capendo che si era accordato con Hazen, la squadra lo lascia da solo a subire i placcaggi avversari. Per riottenere la loro fiducia Crewe è costretto a segnare una meta da solo e, durante la pausa, ad ammettere tutto di fronte ai suoi compagni, ammettendo anche di aver truccato la partita quando giocava da professionista sotto minaccia di alcuni strozzini con cui si era indebitato. Crewe afferma di non voler commettere lo stesso errore e di essere pronto a vincere anche a costo di passare trent'anni in prigione pur di non tradire i suoi nuovi compagni, i quali lo perdonano.Tornati a giocare come una squadra, i detenuti accorciano le distanze ad una meta sola e il pareggio lo firma Scarborough, che nonostante l'età entra per sostituire l'infortunato Megget. Nell'ultima azione della partita, i detenuti vanno in vantaggio grazie ad uno schema che coglie completamente di sorpresa gli agenti penitenziari che alla fine perdono il match.
Knauer, che aveva disapprovato la tentata corruzione da parte del direttore, stringe rispettosamente la mano a Crewe e gli assicura che lo difenderà se il direttore lo accuserà della morte di Che-Ti-Serve. Quando Hazen, vedendo Crewe avvicinarsi all'uscita, pensa che stia cercando di scappare consegna a Knauer un fucile ordinandogli di sparare al detenuto. Knauer esita e cerca di avvertire il rivale, per poi fermarsi quando si rende conto che stava solo andando a raccogliere la palla della vittoria, riconsegnando il fucile al direttore con disgusto. Mentre Deacon e Battle rovesciano il contenitore del Gatorade in testa ad Hazen, Crewe e Scarborough pregustano la vendetta dei detenuti su Unger.

## Personaggi

### Detenuti
- Adam Sandler nel ruolo di Paul Crewe
- Chris Rock nel ruolo di Che-Ti-Serve
- Nelly nel ruolo di Earl Megget
- David Patrick Kelly nel ruolo di Unger
- Terry Crews nel ruolo di "Cheeseburger" Eddy
- Nicholas Turturro nel ruolo di Brucie
- Bill Goldberg nel ruolo di Joey "Battle" Battaglio
- Bob Sapp nel ruolo di Switowski
- Steve Reevis nel ruolo di Billy "Baby Face Bob" Rainwater
- Lobo Sebastian nel ruolo di Torres
- The Great Khali nel ruolo di Turley
- Joey Diaz nel ruolo di Anthony "Big Tony" Cobianco
- Eddie Bunker nel ruolo di "Skitchy" Rivers
- Burt Reynolds nel ruolo del coach Nate Scarborough
- Michael Irvin nel ruolo di Deacon Moss
- i membri del gruppo D12 nel ruolo di detenuti che guardano la partita di basket in prigione

### Agenti penitenziari
- William Fichtner nel ruolo del capitano Brian Knauer
- Bill Romanowski nel ruolo della guardia Lambert
- Brian Bosworth nel ruolo della guardia Garner
- Kevin Nash nel ruolo del sergente Engleheart
- Steve Austin nel ruolo di Guard Dunham
- Michael Papajohn nel ruolo della guardia Papajohn
- Conrad Goode nel ruolo della guardia Webster
- Brandon Molale nel ruolo della guardia Malloy
- Todd Holland nel ruolo della guardia Holland
- Walter Williamson nel ruolo di Errol Dandridge
- John Hockridge nel ruolo di Guard Hock

### Altri
- James Cromwell nel ruolo del direttore Warden Rudolph Hazen
- Tracy Morgan nel ruolo di Miss Tucker
- Cloris Leachman nel ruolo di Lynette Grey
- Allen Covert nel ruolo dell'arbitro
- Rob Schneider nel ruolo di Punky
- Chris Berman interpreta sé stesso
- Jim Rome interpreta sé stesso
- Patrick Bristow nel ruolo di Walt
- Lauren Sanchez interpreta sé stesso
- Dan Patrick nel ruolo dell'agente Jack Pugh
- Christopher Neiman nel ruolo di Big Ear Cop
- Ed Lauter nel ruolo di Duane
- Sean Salisbury nel ruolo di Vic
- Rob "Revolution" Moore nel ruolo di Gavin
- il conduttore radiofonico Big Boy nel ruolo di Jesse
- Marc S. Ganis nel ruolo di Lorenzo
- Shane Ralston nel ruolo di Bradlee
- Courteney Cox nel ruolo Lena (non accreditato)

## Produzione

### Riprese
Le riprese del film furono girate in un vero penitenziario, quello dello stato del Nuovo Messico, a Santa Fe, mentre il match venne invece ripreso al Murdock Stadium del College di El Camino a Torrance, in California. L'inseguimento in auto venne girato a Long Beach, sempre in California; altre riprese furono fatte a Los Angeles e nel Nuovo Messico, mentre la partita di golf venne girata a Simi Valley.

## Colonna sonora
Alcuni brani della colonna sonora sono stati composti dal produttore esecutivo Nelly, che nel film interpreta Megget, protagonista della squadra dei detenuti.

### Tracce
1. Errtime
2. Shorty Bounce
3. Bounce Like This
4. Let 'Em Fight
5. Stomp
6. So Fly
7. U Should Know
8. Whip Yo Ass
9. Talking That Talk
10. Datz on My Mama
11. Infiltrate
12. My Ballz
13. Fly Away
14. Give it Up
15. Here comes the boom
16. Thunderstruck
17. If you want blood (you've got it)
18. Have You Ever Seen the Rain?
19. Spirit in the Sky
20. Mississippi queen

## Promozione

### Slogan promozionali
- «Una rivincita attesa 30 anni.»

## Distribuzione
La pellicola è stata distribuita nelle sale cinematografiche statunitensi il 27 maggio 2005, mentre in Italia il 29 luglio dello stesso anno.

## Accoglienza

### Incassi
Il film ha incassato 158 100 000 $ negli Stati Uniti e in Canada. In Italia nelle prime sette settimane di programmazione 349.000 euro, per un guadagno mondiale di 190 milioni di dollari.

### Critica
Il film ha ricevuto, durante l'edizione dei Razzie Awards 2005, una nomination per il Peggior attore non protagonista per Burt Reynolds.